# Вяртсиля (станция)
Вя́ртсиля (фин. Värtsilä) — пограничная грузовая железнодорожная станция Октябрьской железной дороги на 25,3 км линии Маткаселькя — Вяртсиля — Йоэнсуу.

## Общие сведения
Станция территориально расположена в одноимённом посёлке городского типа Сортавальского района Республики Карелии. Путевое развитие состоит из пяти путей. Пассажирское сообщение не производится. Ближайшей станцией с пассажирским сообщением является станция Маткаселькя в 25 км от посёлка Вяртсиля.  В 2018 году произведена полная реконструкция железнодорожной станции: станция оборудована устройствами электрической централизации, а также реконструирована пассажирская платформа и проведён ремонт здания вокзала, считающегося выявленным объектом культурного наследия.

## Планы и перспективы
После реконструкции в сутки смогут работать 10 пар поездов. Рассматриваются варианты маршрутов Петрозаводск — Йоэнсуу, Петрозаводск —  Костомукша — Оулу, также чартерные рейсы из Петрозаводска в город Куопио.

## История
Станция Wärtsilä была открыта 1 ноября 1892 года. Решение о строительстве железной дороги от Выборга — до Йоэнсуу, в том числе и до Иматры, было принято в 1888 году. Работы по строительству были начаты в 1890 году. На сооружении дороги в 1892 году работало 6000 человек. Так, в 1923 году станция Вяртсиля имела в путевом развитии пять станционных путей. Плюс четырёхкилометровый подъездной путь к металлургическому заводу (построен в 1895 году) (в настоящее время Вяртсильский метизный завод).
Как во время Советско-финской войны (1939—1940), так и в период Советско-финской войны (1941—1944), станция неоднократно становилась целью советских бомбардировщиков. Однако финские истребители, базирующиеся в близлежащем аэропорту "Вяртсиля", смогли эффективно изолировать воздушное пространство Вяртсиля от противника.
По Московскому мирному договору от 12 марта 1940 года 2/3 территории общины Вяртсиля отошли к СССР. Граница была проведена таким образом, чтоб металлургический завод, железнодорожная станция и большая часть поселка оказались на советской стороне. Население с этих территорий было эвакуировано к 14.00 25 марта 1940 года.
10 июля 1941 года начались активные боевые действия в районе Вяртсиля. К исходу дня боев советский стрелковый полк оставил Вяртсиля и отошёл в юго-восточном направлении. На только что занятую станцию Вяртсиля прибыл  главнокомандующий Карл Густав Эмиль Маннергейм. Большая часть посёлка, включая деревянную церковь, была разрушена. С возвращением населения начались восстановительные работы.
По условиям Московского перемирия от 19 сентября 1944 года Вяртсиля вновь отошёл к СССР. На эвакуацию населения была отведена одна неделя.

## Грузо-пассажирское сообщение по станции
До 1994 года по станции осуществлялось грузо-пассажирское сообщение Сортавала — Маткаселькя — Вяртсиля.